# Товариство інженерів-нафтовиків
Товариство інженерів-нафтовиків, (англ. Society of Petroleum Engineers, SPE) — неприбуткова організація, професійне об'єднання.

## Загальний опис
Заявленою місією Товариства є «збирати, поширювати та обмінюватися технічними знаннями щодо розвідки нафтових родовищ, їх розробки, нафтової промисловості загалом, використання ресурсів нафти та пов'язаних технологій для суспільної користі; а також надання можливостей професіоналам для підвищення їх технічної та професійної компетентності»
SPE організовує всесвітні форуми для фахівців з розвідки та видобутку нафти та природного газу (E&P) для обміну технічними знаннями та передовим досвідом. SPE керує OnePetro та PetroWiki, а також видає журнали, рецензовані журнали та книги.
SPE також проводить понад 100 заходів щороку по всьому світу. Технічна бібліотека SPE (OnePetro) містить понад 200 000 технічних документів — продукти конференцій та періодичних видань SPE, доступні для всієї галузі.
SPE має офіси в містах Даллас, Х'юстон, Калгарі, Лондон, Дубаї та Куала-Лумпур. SPE є професійною асоціацією для понад 156 000 членів — інженерів, науковців, менеджерів. Є близько 72 000 студентів-членів SPE.

## Журнал
Усі члени отримують щомісячний Journal of Petroleum Technology в електронному вигляді. Крім того, SPE видає низку професійних журналів у спеціалізованих областях нафтогазових технологій.

## Інтернет-ресурси
- SPE website
- http://petrowiki.org
- OnePetro.org